# Hugotdiplogaster neozelandica
Hugotdiplogaster neozelandica är en rundmaskart som beskrevs av Serge Morand och Barker 1994. Hugotdiplogaster neozelandica ingår i släktet Hugotdiplogaster och familjen Diplogasteridae. Inga underarter finns listade i Catalogue of Life.